# Chrysler Sebring Coupe
Chrysler Sebring Coupe – samochód sportowy klasy średniej produkowany pod amerykańską marką Chrysler w latach 1995–2005.

## Pierwsza generacja

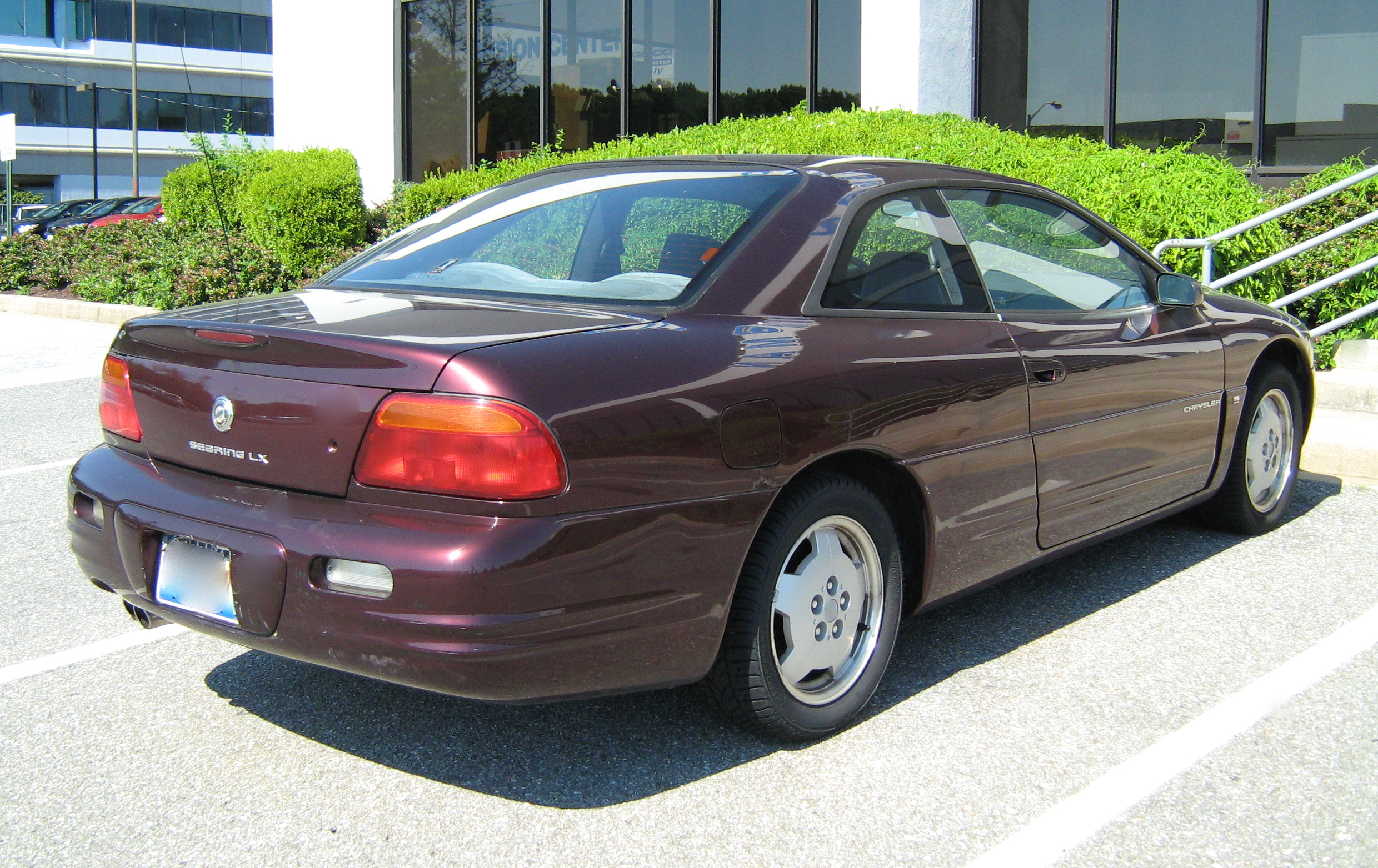
Chrysler Sebring Coupe I – tył

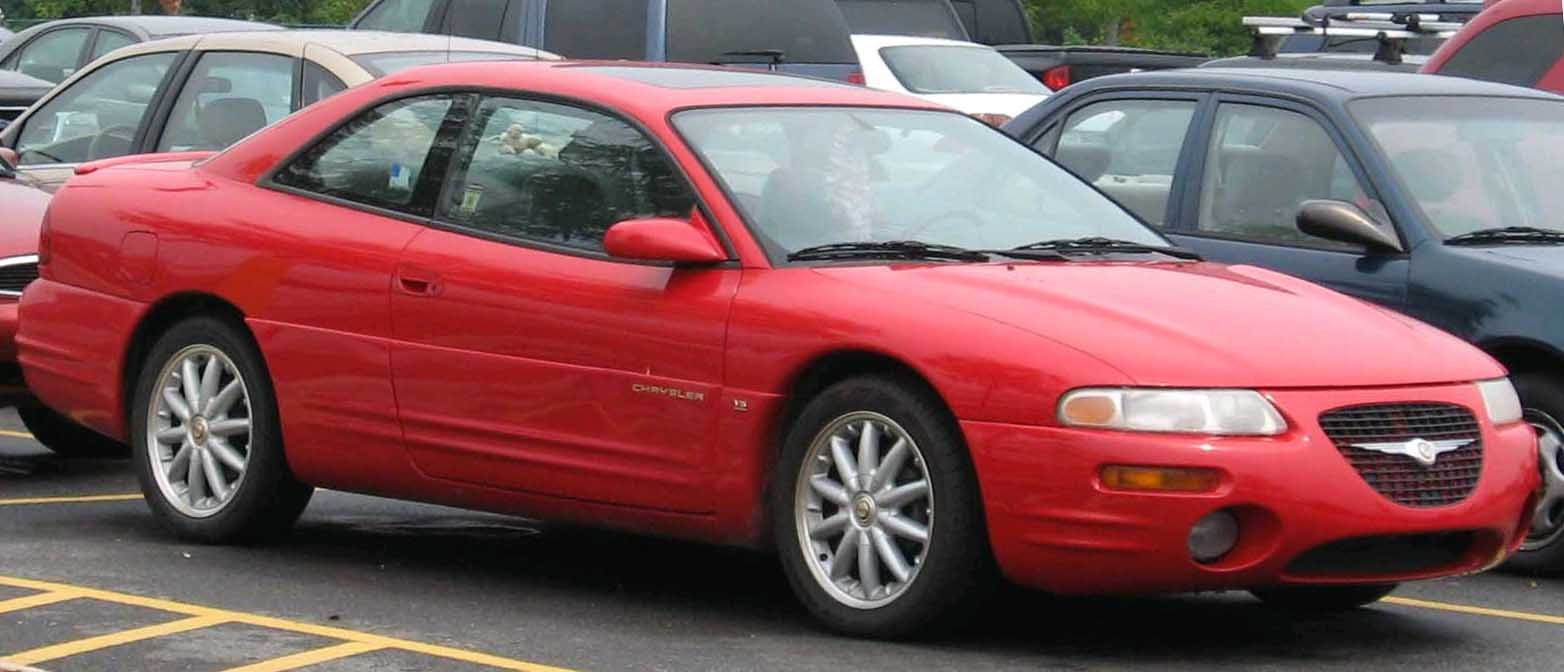
Chrysler Sebring Coupe I po liftingu

Chrysler Sebring Coupe I został zaprezentowany po raz pierwszy w 1995 roku.
Po tym, jak w 1994 roku w ramach współpracy Dodge z Mitsubishi powstało średniej wielkości coupe Avenger, właściciel amerykańskiej marki, Chrysler, zdecydował się opracować bliźniaczy model ze swoim znaczkiem o nazwie Sebring Coupe. Pojazd zadebiutował rok po pierwowzorze, w kwietniu 1995 roku i zachował nieznaczne różnice w wyglądzie zewnętrznym. Pojawiły się inne zderzaki oraz zmieniony kształt tylnych lamp. Samochód pozycjonowano jako bardziej luksusowy od Avengera.

### Lifting
W 1997 roku bliźniacze coupe przeszły modernizację, w ramach której model ze znaczkiem Chryslera zyskał bardziej indywidualny charakter. Pojawiła się nowa, charakterystyczna duża atrapa chłodnicy obejmująca znaczną część przedniej części nadwozia i inaczej stylizowane zderzaki.
W latach 1996–2000 Chrysler produkował równolegle również model o nazwie Sebring Covertible, który był jednak odrębną i zupełnie inną konstrukcją budowaną w zakładach marki w Meksyku.

### Silniki
- L4 2.0l 420A
- V6 2.5l 6G73

## Druga generacja

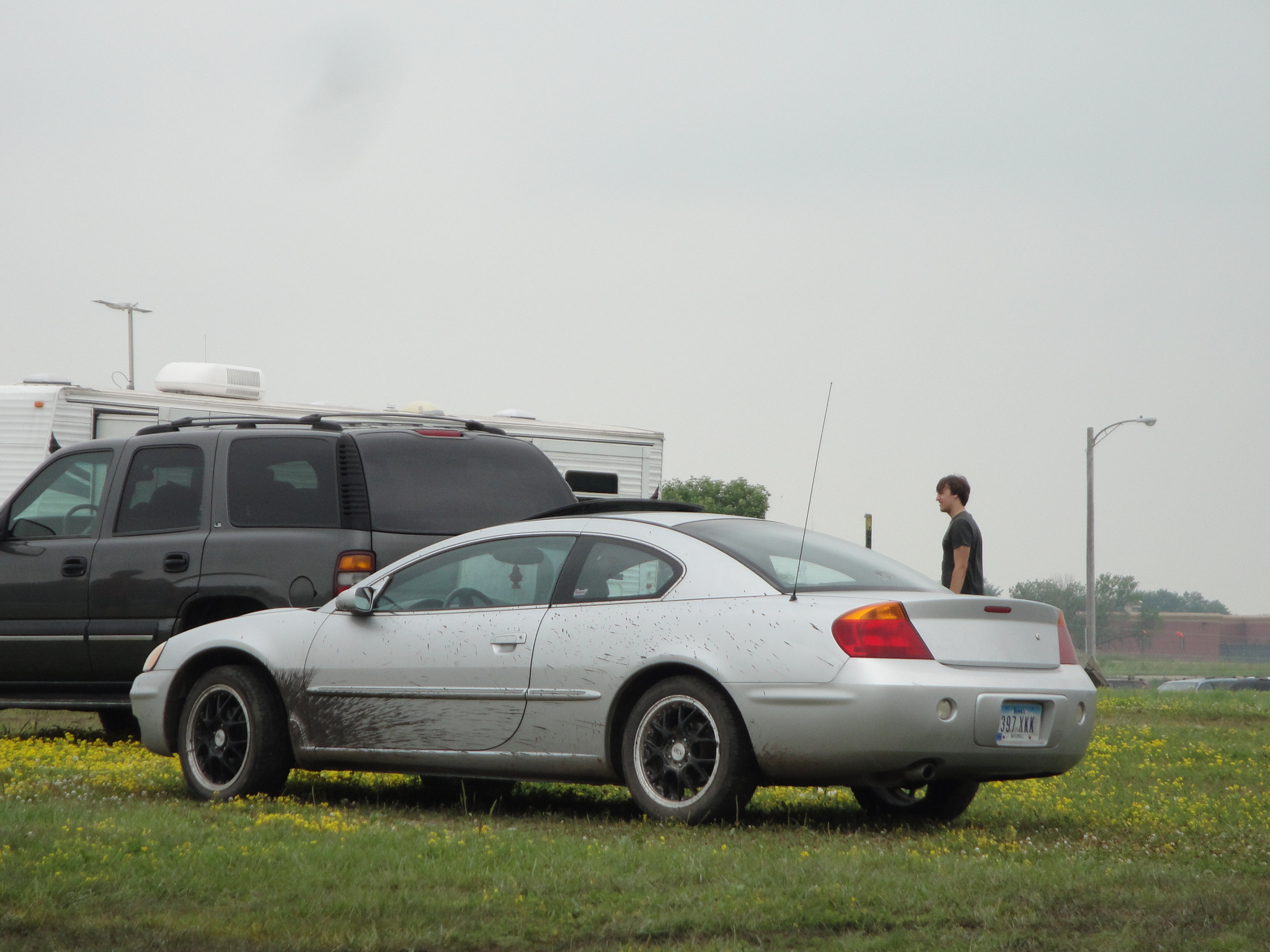
Chrysler Sebring Coupe II – tył (w tle)

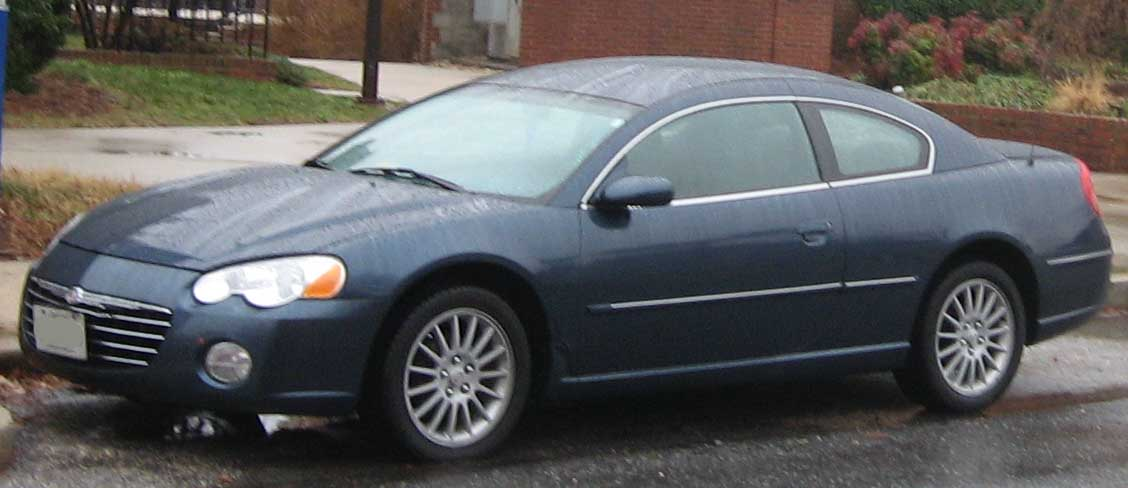
Chrysler Sebring Coupe II po liftingu

Chrysler Sebring Coupe II został zaprezentowany po raz pierwszy w 2000 roku.
Druga generacja Sebringa Coupe, podobnie jak w przypadku poprzednika, została opracowana we współpracy z japońskim Mitsubishi wraz z pokrewną marką Dodge. Tym razem, bliźniaczą konstrukcją Chryslera był jednak model z nową nazwą, Stratus Coupe. Nowa generacja średniej wielkości coupe zyskała większe i masywniejsze nadwozie, przestronniejszą kabinę pasażerską i zmodernizowane jednostki napędowe konstrukcji Mitsubishi. Kokpit zyskał spokojniejsze kształty z charakterystycznymi, okrągłymi nawiewami.
Sebring Coupe II zadebiutował w 2000 roku i podobnie jak w przypadku poprzednika, nie miał nic wspólnego z pozostałymi modelami o takiej nazwie oferowanymi równolegle przez Chryslera – w tym przypadku, z sedanem Sebring i Sebring Convertible.

### Lifting
W 2003 roku Chrysler przeprowadził modernizację Sebringa Coupe II, w ramach której samochód zyskał przemodelowany przód z innym kształtem reflektorów i większą atrapą chłodnicy sięgającą do dolnej krawędzi zderzaka. Produkcję zakończono w 2005 roku bez bezpośredniego następcy, za to produkcja Sebringa Sedan i Convertible trwała jeszcze pod postacią kolejnej, trzeciej generacji do 2010 roku.

### Silniki
- L4 2.4l 4G64
- V6 3.0l 6G72